# Offensive guard

Un offensive guard (garde au Canada) est un joueur de football américain ou de football canadien qui évolue au sein de l'escoudade offensive, plus précisément dans la ligne offensive située devant le quart-arrière (quarterback) et chargée de bloquer les adversaires défensifs.

## Qualités
Comme les autres joueurs de ligne offensive, ce sont des gros gabarits. Ils mesurent généralement entre 1,90 et 2,05 m et pèsent entre 130 et 155 kg. Ils ont un gabarit comparable à celui des offensive tackles.

## Rôles

Position des offensive guards (en bleu violacé) dans un schéma de jeu classique au football américain

Ils sont chargés de bloquer les adversaires pour les empêcher de plaquer le quarterback derrière la ligne de mêlée (sack) ou créer des ouvertures pour le running back. Ils sont situés de part et d'autre du centre, encadrés par les offensive tackles. Sur le plan de la course, ils permettent ainsi au running back de se frayer un chemin au centre de la défense. Ce type de joueur est souvent peu connu du public, mais il fait partie des postes les plus importants de la ligne offensive.
Sauf exception et alignement exceptionnel, il ne peut recevoir une passe avant lancée par le quarterback, ce qui est valable aussi pour ses coéquipiers de la ligne offensive, sous peine de voir infliger à l'équipe une pénalité. Le seul moyen pour ce joueur de toucher le ballon est de récupérer un ballon échappé (fumble) ou de recevoir une passe arrière (extrêmement rare). Il ne peut pas non plus bloquer un adversaire par derrière (sauf dans tackle box, la zone de blocage comprise entre les offensive tackles).